# Anthony Hecht
Anthony Evan Hecht (New York, 16 januari 1923 – Washington, 20 oktober 2004) was een Amerikaans dichter. In 1968 kreeg hij de Pulitzerprijs voor poëzie. In 1985 ontving hij de National Medal of Arts.

## Biografie
Hecht werd geboren in een New Yorks gezin van Duits-Joodse herkomst. Hij studeerde Engelse literatuur op Bard College. Daar las hij  W.H. Auden, T.S. Eliot en Dylan Thomas en besloot al op zijn zeventiende dichter te worden. Hij haalde uiteindelijk in 1947 zijn master aan de Columbia-universiteit. Van 1943 tot 1946 was hij genoodzaakt zijn studie onderbreken, omdat hij moest dienen in het leger tijdens de Tweede Wereldoorlog. Hecht vocht in de Ruhrkessel en maakte deel uit van de eenheid die het concentratiekamp Flossenbürg bevrijdde. Te Flossenbürg kreeg hij als opdracht zoveel mogelijk voormalig kampgevangenen te interviewen om zodoende bewijs te verzamelen tegen de kampcommandanten. In 1946 diende hij in Japan, waar hij schreef voor The Stars and Stripes, de krant voor Amerikaanse strijdkrachten.
Na de oorlog probeerde Hecht aan de slag te gaan als docent creatief schrijven (onder andere voor de Iowa Writers’ Workshop), maar al snel kreeg hij last van posttraumatische stressklachten vanwege zijn ervaringen tijdens de oorlog. Hij ging in psychoanalyse en eind jaren vijftig werd hij zelfs opgenomen voor een electroshocktherapie. Nadat hij rond 1950 contact had gekregen met dichters als Randall Jarell, Elizabeth Bishop en Allan Tate, was hij inmiddels ook zelf poëzie gaan schrijven. In 1954 verscheen zijn eerste bundel, A Summoning of Stones, maar zijn oorlogservaringen verwerkte hij pas ten volle in zijn tweede bundel, The Hard Hours uit 1967, waarvoor hij de Pulitzerprijs kreeg. Later in zijn leven zou hij nog vier andere bundels uitbrengen. Hecht gebruikte doorgaans klassieke dichtvormen, sterk lyrisch, met veel aandacht voor ritme en metrum (hij wordt wel gezien als de uitvinder van de dubbele dactylus in de moderne poëzie). Vaak maakt hij verwijzingen naar de Griekse mythologie. Zelf noemde hij zijn werk bij de aanvaarding van de Pulitzerprijs "formalistisch, ironisch, zich richtend op de donkere kanten van het leven". Overkoepelend thema in zijn werk is de kracht der geschiedenis, waaraan de mens zich niet kan onttrekken.
Op latere leeftijd ging het Hecht psychisch wat beter. Van 1967 tot 1985 werkte Hecht als poëziedocent aan de Universiteit van Rochester. In die periode schreef hij ook veel essays. Hij overleed in 2004 op 81-jarige leeftijd aan lymfeklierkanker. Kort na zijn dood werd hij postuum onderscheiden met de National Medal of Arts, welke door zijn vrouw Helen in ontvangst werd genomen.

## Fragment
Tonight my children hunch

Toward their Western, and are glad

As, with a Sunday punch,

The Good casts out the Bad.

<...>

And that their sleep be sound

I say this childermas

Who could not, at one time,

Have saved them from the gas.
(Uit “It Out-Herods Herod. Pray You, Avoid It.”)

#### Poëzie
- A Summoning of Stones (1954)
- The Hard Hours (1967)
- Millions of Strange Shadows (1977)
- The Venetian Vespers (1979)
- The Transparent Man (1990)
- Flight Among the Tombs (1998)
- The Darkness and the Light (2001)

#### Vertaling
- Aeschylus's Seven Against Thebes (1973) (met Helen Bacon)

#### Overige werken
- Obbligati: Essays in Criticism (1986)
- The Hidden Law: The Poetry of W. H. Auden (1993)
- On the Laws of the Poetic Art (1995)
- Melodies Unheard: Essays on the Mysteries of Poetry (2003)